# 남부 윌란반도

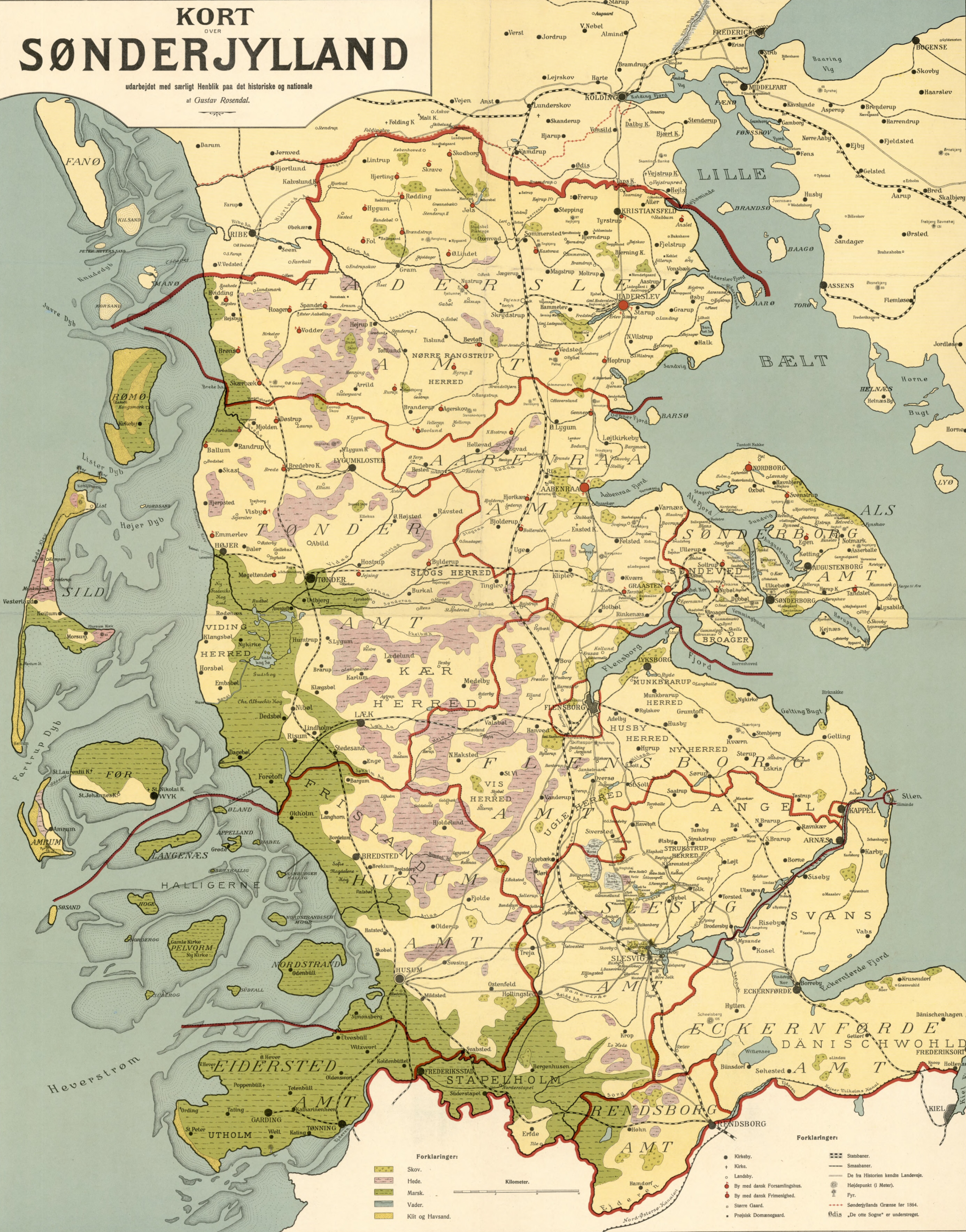
1913년 남윌란 지도

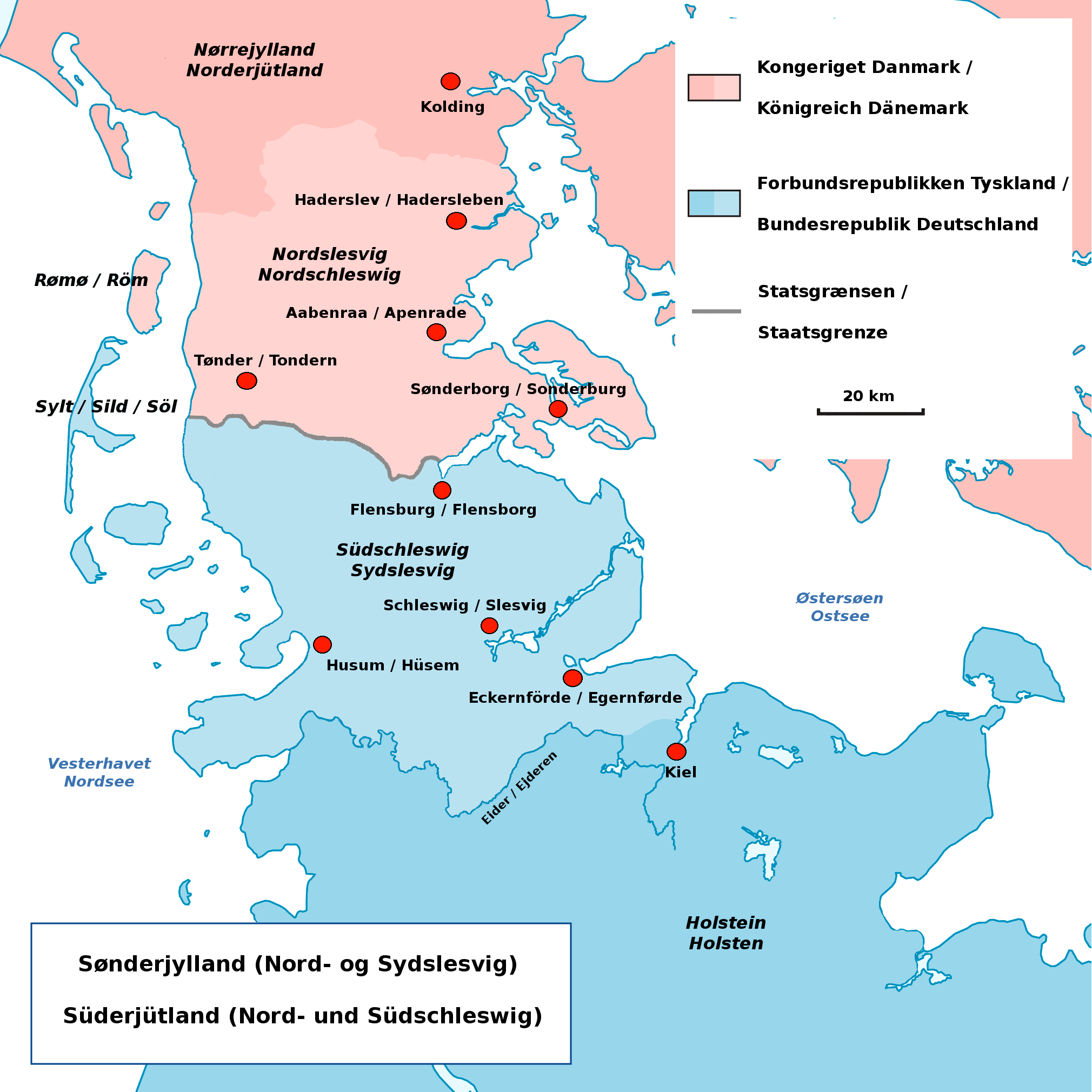
현재의 남윌란

남윌란(덴마크어: Sønderjylland; 독일어: Südjütland)은 덴마크 윌란반도의 콘게오강 남쪽 지역이자 독일 슐레스비히홀슈타인주의 아이더강 북쪽 지역이다. 콘게오강 북쪽 지역은 덴마크어: Nørrejylland이라고 불린다. 두 지역 모두 중세에 자체적인 팅그 의회(덴마크 비보르와 우르네호베드)를 가졌다. 남윌란은 크니틀링가 사가에서 처음 언급된다.
13세기에는 남윌란이 공작령이 되었다. 초대 공작은 크누드 라바드였다. 14세기 후반, 하우스 샤움부르크는 게르하르트 4세가 주도한 정치적 쿠데타를 조작했다. 그의 가장 상징적인 행동 중 하나는 공작령의 이름을 바꾸는 것이었다. '남윌란'은 분명히 덴마크어 용어로, 이 지역을 북윌란과 연결하고 덴마크 정체성과 덴마크 왕국과의 연결을 강화하는 것이었다. 게르하르트는 이러한 유대를 끊고 공작령을 독일 문화권에 더욱 확고히 뿌리내리게 하는 것을 목표로 삼았다. 그 결과, 이 지역은 슐레스비히 공국으로 이름이 변경되었다. 새로운 이름은 슐레스비히 (슬레스비) 시에서 유래했다. 주요 도시에 따라 공작령의 이름을 짓는 것은 브라운슈바이크, 메클렌부르크, 마그데부르크, 안할트 공국 등에서 볼 수 있듯이 일반적인 독일 공작 관행이었다. 슐레스비히의 공작들은 또한 덴마크의 국왕이 되었다.
19세기 신성 로마 제국의 멸망과 함께 "쇠네르윌란"이라는 용어는 덴마크에 의해 부활되었고 덴마크인과 독일인(후자는 수세기 동안 사용된 "슐레스비히"를 계속 사용함) 사이의 명칭 분쟁의 대상이 되었다. 이는 영토 자체의 소유권을 둘러싼 투쟁의 일부였으며, 그 결과 1848–1852년과 1864년에 다시 싸운 슐레스비히 전쟁으로 이어졌다. 덴마크는 두 번째 충돌에서 군사적으로 패배했지만, 강대국들의 압력으로 인해 이 지역이 독일 연방에 양도되는 것을 막을 수 있었다.
덴마크는 이 상황을 활용하지 못하고 오히려 상황을 악화시키는 방향을 택했다. 여기에는 덴마크 해협을 통과하는 독일 선박에 고액의 통행료를 부과하는 것, 오스트리아와 프로이센이 비용을 우회하기 위해 킬 운하를 건설하기로 결정하도록 압박하는 것 등이 포함되었다. 이는 홀슈타인에 대한 주권을 요구하게 될 것이었다. 덴마크 정부가 첫 번째 분쟁을 종결하는 조약에 명시된 특정 정치적 조항을 위반한 후, 오스트리아-프로이센군은 남윌란을 침공하여 덴마크로부터 신속하게 정복했다. 크리스티안 9세가 홀슈타인 및 슐레스비히와 통일된 상태를 유지할 수 있다면 그의 전체 왕국이 독일 연방에 합류할 것이라는 개인적인 제안을 포함한 외교적 노력은 실패했다. 2년 후 프로이센군은 이 지역에서 오스트리아군을 완전히 축출했고 남윌란은 독일 제국에 합병되었다.
남윌란의 상실은 덴마크에 "국가적 트라우마"를 야기했으며, 무력이 덴마크 외교 정책의 실행 가능한 도구로 여겨지던 시대의 종말을 알렸다. 남윌란은 프로이센 슐레스비히홀슈타인주의 일부가 되었다. 남윌란에 거주하는 20만 명이 넘는 덴마크계 주민들은 제국 시민권을 부여받았으며, 이에 수반되는 모든 권리와 책임을 누리고 고통받았다. 이에 따라 1914년 제1차 세계 대전이 발발하자 남윌란의 독일인과 덴마크인 모두 독일군에 징집 대상이 되었고, 덴마크의 항의는 무시되었다. 궁극적으로 3만 명이 넘는 덴마크계 남성이 독일 제국 육군에서 복무했으며, 수천 명이 사망했다.
독일군에서 싸운 덴마크계 병사들의 사상률은 불균형적이었고, 독일을 향한 수십 년간의 불만을 초래했다. 베르사유 평화 회의에서 덴마크 정부는 미국 대통령 우드로 윌슨의 14개조 평화 원칙에 따라 남윌란에서 주민투표를 실시할 것을 연합국에 청원했다. 이 요청은 승인되었고, 1920년 슐레스비히 주민투표 이후 남윌란은 덴마크의 북슐레스비히와 독일의 남슐레스비히로 나뉘었다. 슐레스비히 주민투표는 히틀러와 나치에 의해 한 번도 이의가 제기되지 않은 유일한 독일 영토 할양이었다.
북슐레스비히는 또한 쇠네르윌란주 (1970–2006)로 알려졌으며 현재는 남덴마크 지역의 일부이다. 남슐레스비히는 독일 연방주 슐레스비히홀슈타인주의 일부이다. 오늘날 두 지역은 대부분의 남윌란을 포함하는 쇠네르윌란-슐레스비히라는 유로리전으로 협력하고 있다.

## 같이 보기
- 쇠네르윌란주